# 여름연가
여름연가(Mukhsin)는 2006년에 개봉한 말레이시아의 영화이다.

## 한국판 성우진(KBS) (2007년 9월 22일)
- 강수진 - 뭇신
- 은미 - 오케드
- 성선녀 - 옘
- 이윤선 - 사리프
- 유명숙 - 마세나
- 정옥주 - 로지
- 함수정 - 오케드 엄마
- 김영진 - 오케드 아빠
- 이원준 - 후신
- 변영희 - 제이슨
- 신소윤 - 아유
- 손정성 - 중국 남자
- 안영아 - 수야타

### KBS판 스태프
- 녹음 - 박영래
- 그래픽 - 권미정
- 편집 - 윤수야
- 번역 - 최성연
- 연출 - 이재길
- 우리말제작 - KBS 미디어